# Bartošovický luh
Bartošovický luh je přírodní rezervace poblíž obce Bartošovice v okrese Nový Jičín. Oblast spravuje AOPK ČR Správa CHKO Poodří. Důvodem ochrany je území soustředěných přírodních hodnot se zastoupením ekosystémů typických a významných pro Pooderský bioregion.
Součástí rezervace je přirozeně meandrující tok řeky Odry, vodní plocha Horního Bartošovického rybníka s přilehlými rákosinami, lesní porosty (podmáčené lužní i mezofilní), aluviální louky se skupinkami rozptýlené zeleně a extenzivně obhospodařovaný sad. Tyto rozmanité ekosystémy tvoří funkčně propojený celek, který je ovlivňován přirozeným záplavovým režimem řeky Odry a tvoří životní prostředí pro mnoho druhů zvláště chráněných rostlin a živočichů.

## Flóra
Z dřevin jsou hojně zastoupeny habr obecný (Carpinus betulus), dub letní (Quercus robur), lípa srdčitá (Tilia cordata), líska obecná (Corylus avellana) a také ovocné stromy (v sadu i volně stojící). Velké plochy jsou porostlé rákosem. Nejcennější rostlinné druhy v rezervaci se řadí mezi vodní a vlhkomilné rostliny. Horní Bartošovický rybník a přilehlé bažinaté porosty hostí žebratku bahenní (Hottonia palustris), šípatku střelolistou (Sagittaria sagittifolia), kosatec žlutý (Iris pseudacorus), vodní kapradinku nepukalku plovoucí (Salvinia natans) nebo masožravou rostlinu bublinatku obecnou (Utricularia vulgaris).

## Fauna
V Bartošovickém luhu panují dobré podmínky pro život a rozmnožování obojživelníků. Nachází se zde všechny tři druhy tzv. hnědých skokanů - skokan hnědý (Rana temporaria), skokan štíhlý (Rana dalmatina) a skokan ostronosý (Rana arvalis) a také početné populace skokana zeleného (Pelophylax esculentus) a skokana skřehotavého (Pelophylax ridibundus). Dále je možno jmenovat ropuchu obecnou (Bufo bufo), ropuchu zelenou (Bufotes viridis), rosničku zelenou (Hyla arborea) a čolka obecného (Lissotriton vulgaris). Z plazů je zde hojná užovka obojková (Natrix natrix).
Na území rezervace hnízdí množství ptáků. K poznání jejich druhového a početnostního zastoupení velkou měrou přispívá ornitologická akce Acrocephalus, která probíhá každoročně v letních měsících přímo na území rezervace. K typickým druhům patří rákosník velký (Acrocephalus arundinaceus), rákosník zpěvný (Acrocephalus palustris), moudivláček lužní (Remiz pendulinus) či strnad rákosní (Emberiza schoeniclus). Na rybníku je možno pozorovat několik druhů vrubozobých ptáků - labuť velká (Cygnus olor), husa velká (Anser anser), čírka modrá (Spatula querquedula), kopřivka obecná (Mareca strepera), zrzohlávka rudozobá (Netta rufina), lžičák pestrý (Spatula clypeata), polák velký (Aythya ferina) a polák chocholačka (Aythya fuligula). V rákosinách se pohybuje slípka zelenonohá (Gallinula chloropus), chřástal vodní (Rallus aquaticus), chřástal kropenatý (Porzana porzana), bukač velký (Botaurus stellaris), bukáček malý (Ixobrychus minutus) či volavka popelavá (Ardea cinerea). Z ostatních vodních ptáků je pravidelně k vidění lyska černá (Fulica atra), potápka roháč (Podiceps cristatus), potápka malá (Tachybaptus ruficollis) nebo kormorán velký (Phalacrocorax carbo). Rozlehlé rákosiny v rezervaci jsou hnízdištěm motáka pochopa (Circus aeruginosus), z dalších dravců se objevuje například včelojed lesní (Pernis apivorus) či orel křiklavý (Clanga pomarina).

## Galerie

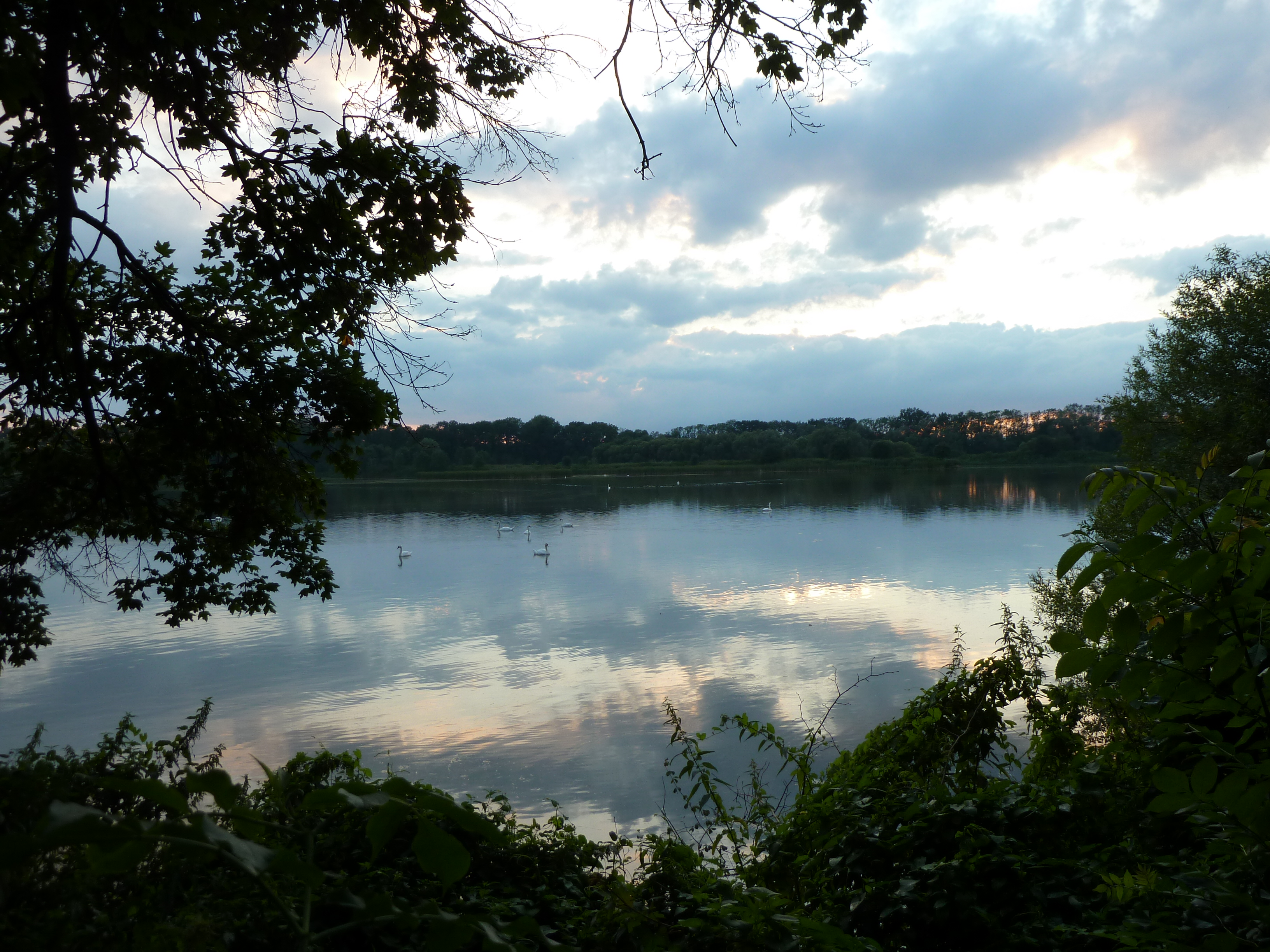
Horní Bartošovický rybník
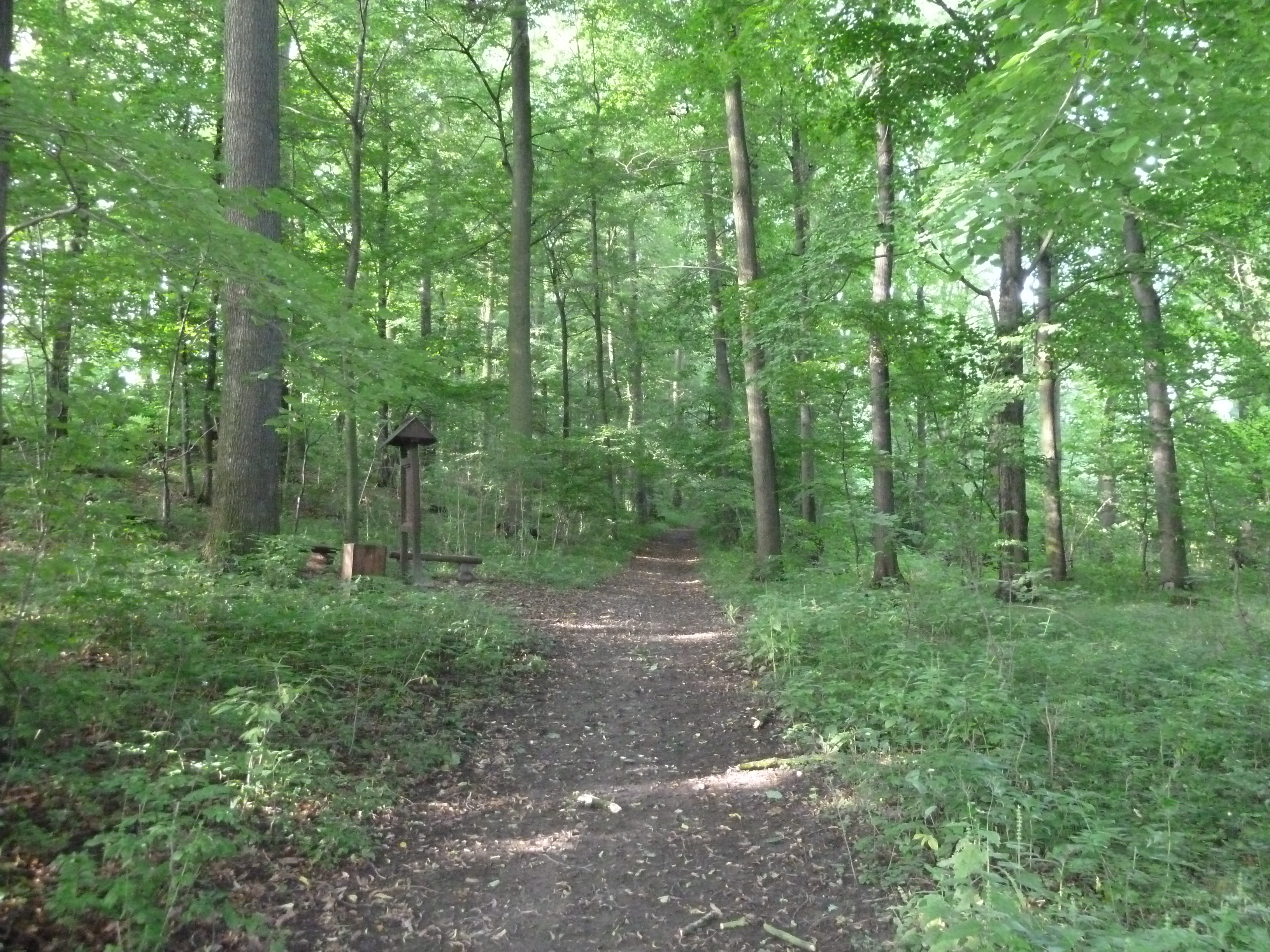
Dubohabřina
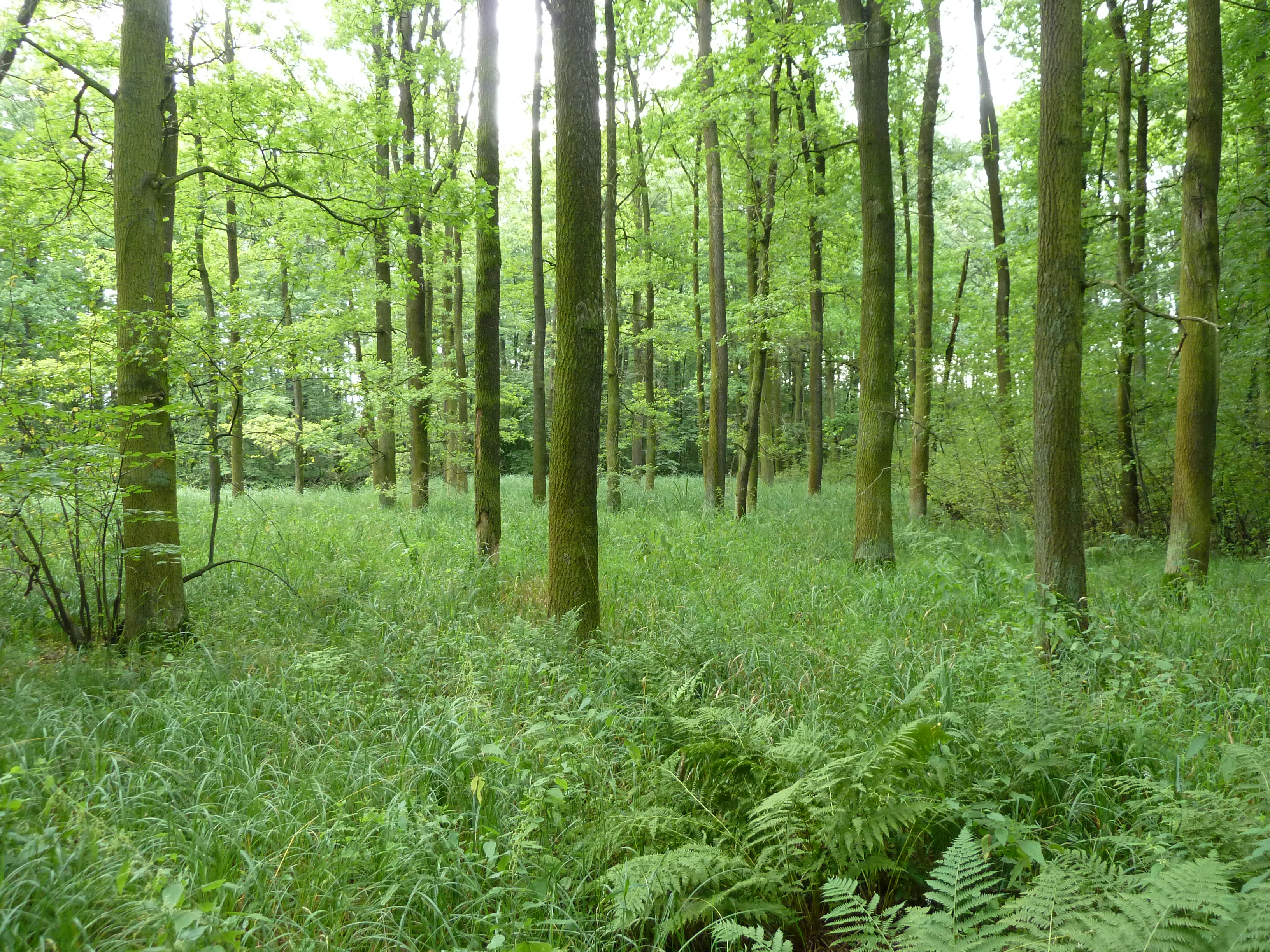
Podmáčený les
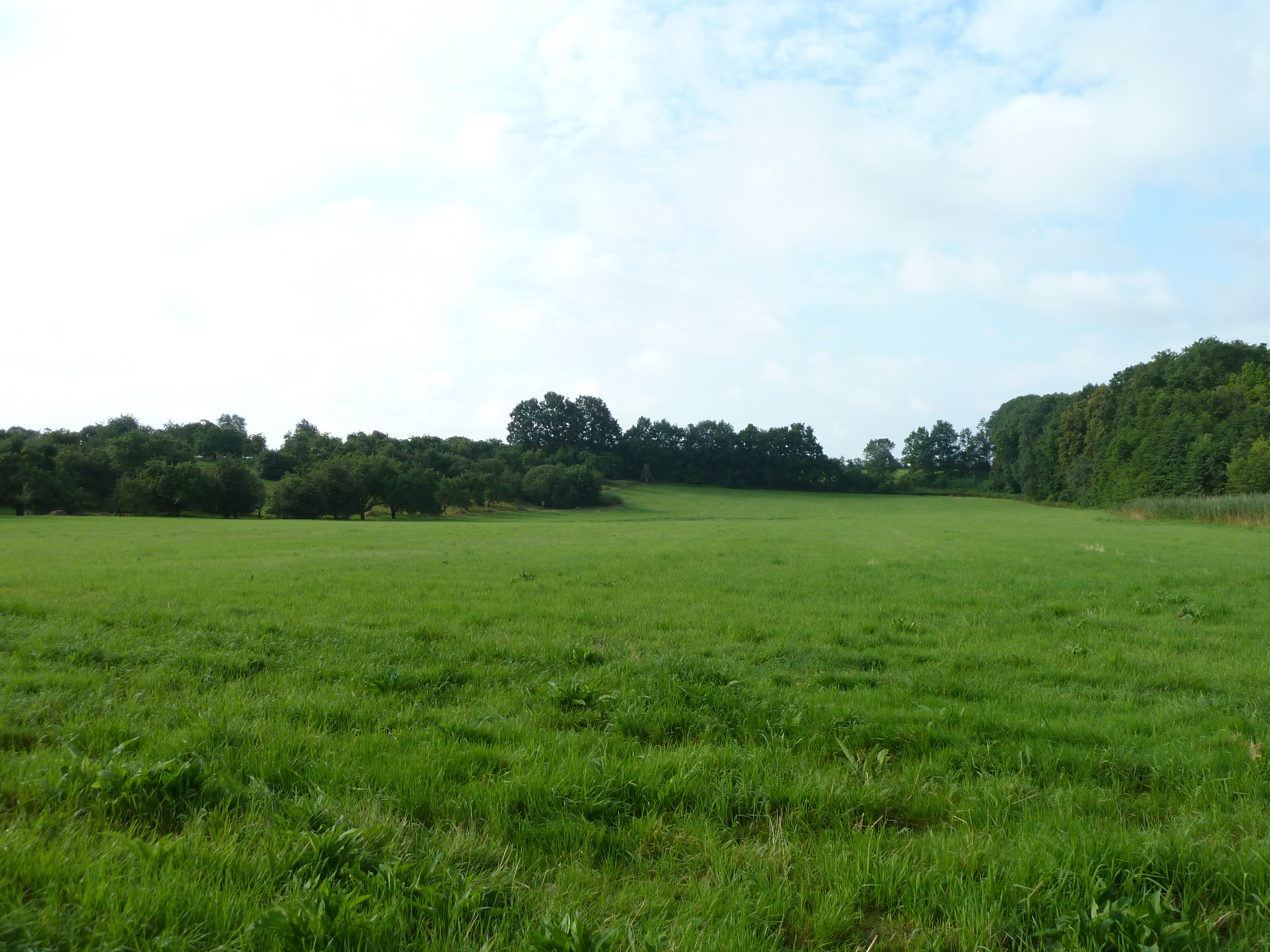
Louka
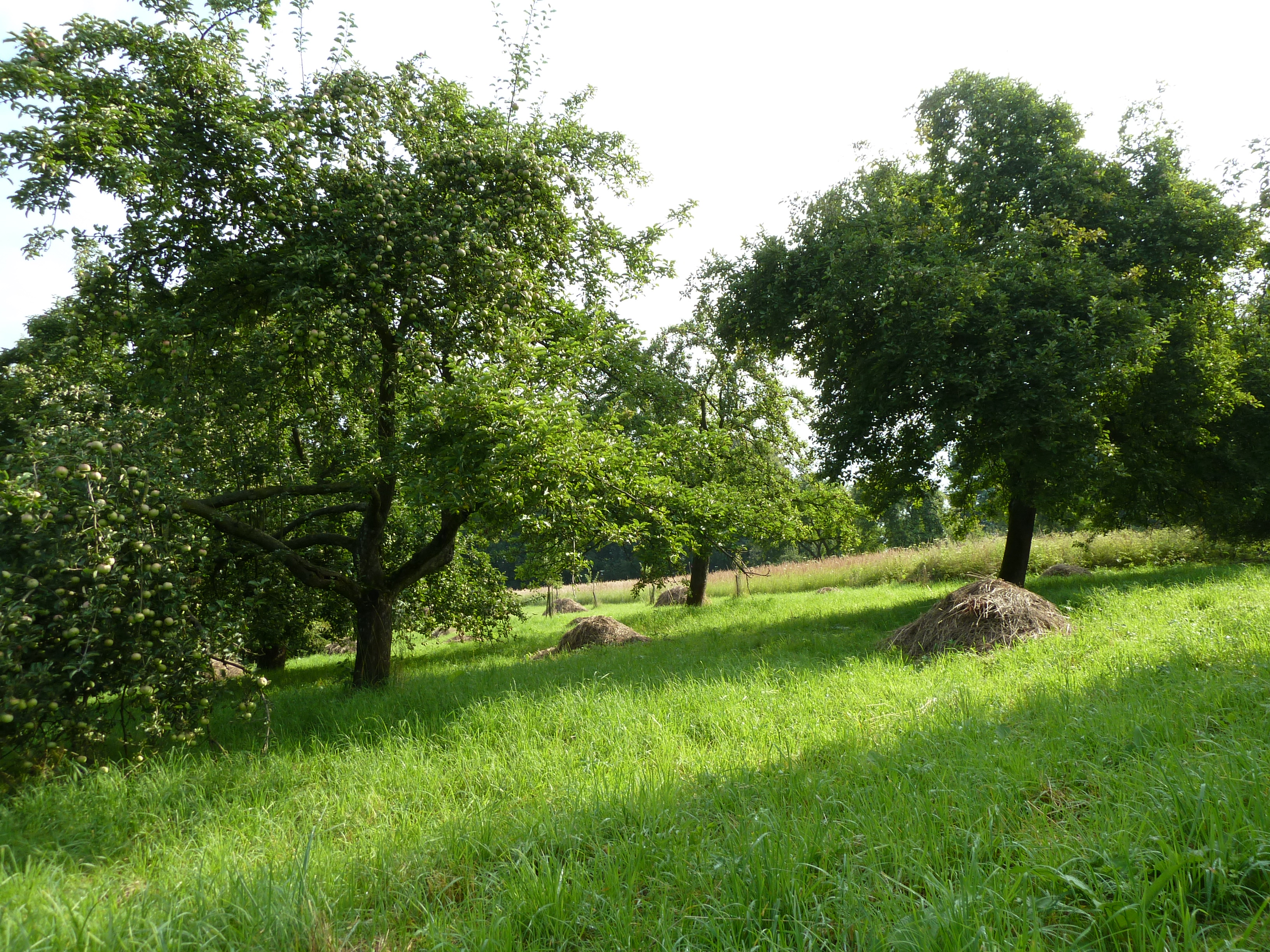
Extenzivní sad